# Бабинское (озеро, Кингисеппский район)
Ба́бинское (вод. Jarvikoisjärvi) — озеро на западе Ленинградской области, на территории Кингисеппского района (Котельское сельское поселение).
Бабинское входит в границы государственного природного заказника «Котельский».
Бабинское входит в группу из 4 озёр (Глубокое, Хаболово, Судачье), связанных между собой реками-протоками. Воды этих озёр стекают рекой Хаболовка в Лужскую губу.
Озеро заболачивается, зарастает тростником и камышом. Дно илистое.
Озеро окружено лесами. На западном берегу преобладают еловые массивы со сфагновыми болотами, а на юге и востоке — больше сосны с примесью липы, клёна.
Находится между трассами Р42 и Р35. Рядом проходит железная дорога (станция Кямиши).
Близлежащие поселения:
- Бабино, деревня
- Кямиши, посёлок при станции
- Савикино, деревня

Города:
25,3 км к северу от Кингисеппа, 32,0 км к северо-востоку от Ивангорода, 32,1 к северо-востоку от Нарвы, 46, 1 к юго-западу от г. Сосновый Бор.
В 2010 произошёл массовый замор рыбы.